# Lycodes terraenovae
Lycodes terraenovae és una espècie de peix de la família dels zoàrcids i de l'ordre dels perciformes.

## Morfologia
- Els mascles poden assolir 45,2 cm de longitud total.[4][5]

## Alimentació
Menja esponges de mar, cucs, mol·luscs, picnogònids, crustacis i estrelles de mar amb potes.

## Hàbitat
És un peix marí i d'aigües profundes que viu entre 630-2.604 m de fondària.

## Distribució geogràfica
Es troba a l'Atlàntic: el Canadà, Irlanda, Mauritània, Namíbia, Sud-àfrica i els Estats Units.

## Costums
És bentònic.

## Observacions
És inofensiu per als humans.